# Edición A/B roll

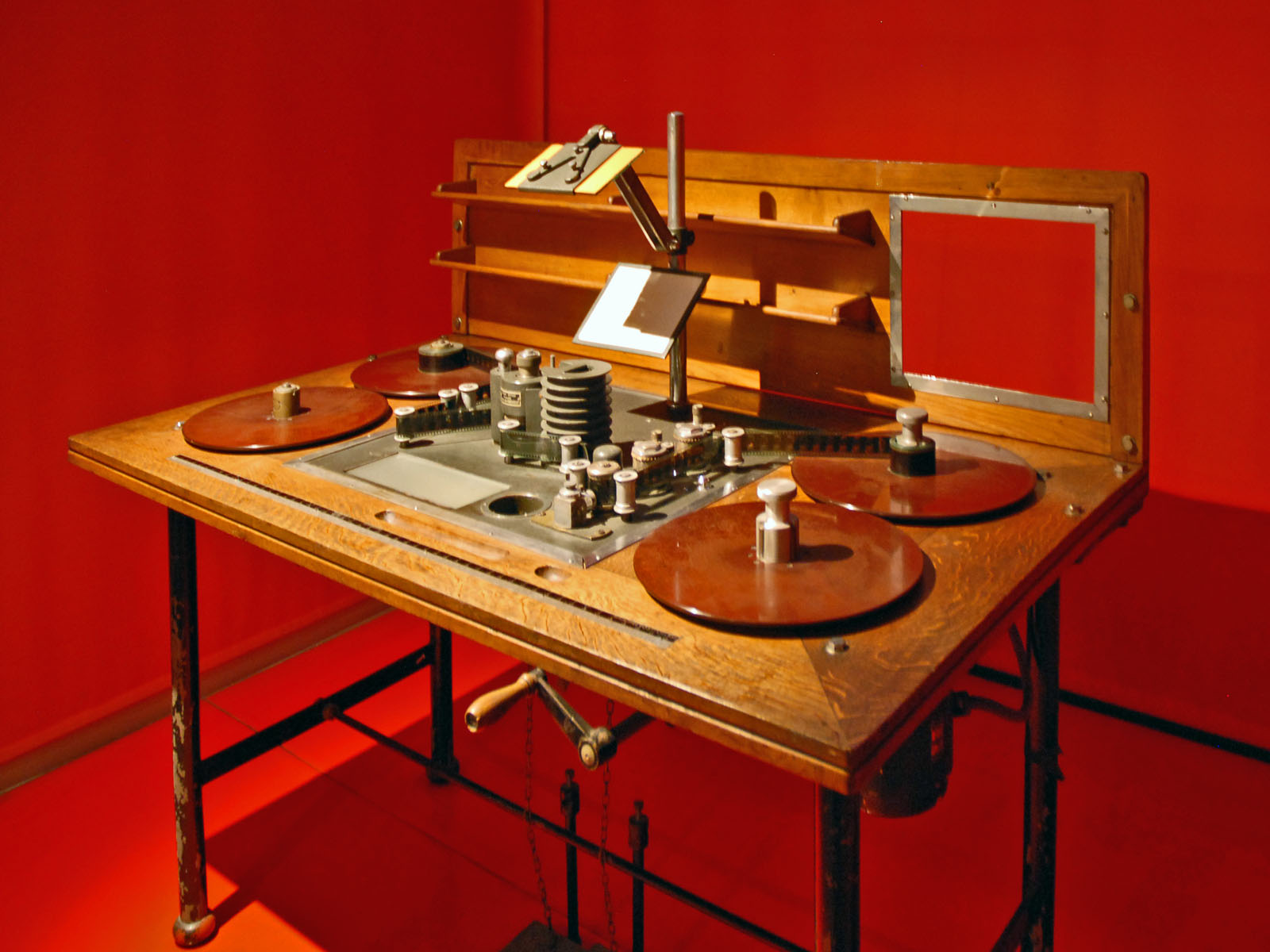
El término A/B roll proviene del mundo cinematográfico emulando a las máquinas que utilizaban dos películas y, durante la transición entre planos, las dos se veían al mismo tiempo.

La edición A/B roll es un término calcado del montaje cinematográfico y significa "la cinta A corre en la cinta B". Proviene de cuando el montaje se realizaba con película fotosensible y se utilizaban dos bobinas para combinar sus imágenes de diversas formas.

## Origen
Inicialmente el mundo del cine realizaba sus montajes cortando y pegando unos pedazos a otras, pero ese método generaba transiciones muy bruscas, por esta razón se recurrió a otras formas donde los dos planos compartiesen la pantalla. Así uno, el A, corría durante un breve periodo de tiempo junto al otro, el B. De ahí la expresión A roll in B (Ohian, 1996).
Cuando se desarrolló la televisión se utilizó un mezclador de imágenes para combinar dos o más señales eléctricas provenientes de dos o más fuentes. Al ser el efecto visual muy parecido al conseguido en el cine se le aplicó el mismo nombre. Posteriormente se siguió utilizando esta transición cuando se desarrolló el vídeo y la edición lineal, aunque la señal ya no llegaba de cámaras rodando en vivo, sino de dos o más magnetoscopios (Ohian, 1996).

## Tipos
La edición A/B roll puede ser muy variada según la cortinilla empleada, indica Konigsberg (2004). Una consiste en que la imagen A se superpone paulatinamente a la otra, esto se conoce como encadenado. Otra muy habitual es que la imagen existente vaya oscureciéndose o aclarándose hasta quedar totalmente negra o totalmente blanca, efecto conocido como fundido.
Otros tipos de ediciones A/B roll pueden ser las líneas que barren la pantalla de múltiples formas, el efecto de la imagen A expulsando a la B del campo visual por arriba o por debajo, el se abra o cierre un círculo volviendo la pantalla negra o blanca y, con los medios digitales, cualquier otra que la tecnología y la imaginación permitan. Por tanto, esta edición necesita de más equipamiento que otras más sencillas y rápidas, pero al mismo tiempo constituye una herramienta narrativa.